# Festival of Palms Bowl
Le Festival of Palms Bowl était un match d'après saison régulière de football américain et de niveau universitaire qui se jouait début janvier au Moore Park de Miami en Floride. Le match eut lieu à deux reprises (en 1932 et en 1933) avant d'être renommé l'Orange Bowl.
En 1932, George E. Hussey, Officiel de la ville de Miami, organise le premier match du Palm Festival. Lui et quelques personnes influentes de Miami pensaient que l'organisation d'un bowl (semblable au Rose Bowl à Pasadena) aiderait la ville à sortir de la Grande Dépression et de la banqueroute ayant frappé la Floride.
L'équipe universitaire de Miami était invitée d'office à ce match.  Pour le premier match, après une saison moyenne (5 victoires, 1 défaite et 2 nuls), elle fut opposée à l'équipe de Manhattan College (6 victoires, 3 nuls et 1 défaites en saison régulière) et pour le second (bilan de 5 victoires, 1 nul et 1 défaite) à l'université de Duquesne laquelle affichait un bilan de 9 victoires et 1 défaite en saison régulière.  L'équipe de Duquesne était coachée par Elmer Layden un des Four Horsemen (en) de Notre Dame.
Ces deux matchs ne sont pas reconnus officiellement comme des "bowl games" par la NCAA parce que l'équipe de Miami y participait d'office sans qu'il soit tenu compte de ses résultats en cours de saison régulière. Malgré cela, vu le succès rencontré par ces matchs, les bailleurs de fond se décidèrent à organiser un autre bowl en date du 1er janvier 1935. Il sera dénommé l'Orange Bowl et perdure toujours actuellement. Bien que l'Orange Bowl ne garantissait à aucune équipe d'y participer, l'équipe des Hurricanes de Miami y participa, sélectionnée cette fois sur base de ses résultats en saison régulière. Cette condition étant remplie pour les deux équipes, l'Orange Bowl est reconnu officiellement par la NCAA et débute sa longue histoire.

## Palmarès
| Dates            | Gagnants         | Gagnants | Perdants          | Perdants |
| ---------------- | ---------------- | -------- | ----------------- | -------- |
| 2 janvier 1933   | Miami Hurricanes | 7        | Manhattan Jaspers | 0        |
| 1er janvier 1934 | Duquesne Dukes   | 33       | Miami Hurricanes  | 7        |